# 天子相応
「天子相応」（てんしそうおう、巴: Devaputta-saṃyutta, デーヴァプッタ・サンユッタ）とは、パーリ仏典経蔵相応部に収録されている第2相応。

## 構成
3品30経から成る。
各々短い対話によって構成される経（sutta）を、10経集めて1品（vagga）としている。
1. Paṭhama-vagga
2. Anāthapiṇḍika-vagga
3. Nānātitthiya-vagga

## 日本語訳
- 『南伝大蔵経・経蔵・相応部経典1』（第12巻） 大蔵出版
- 『パーリ仏典 相応部(サンユッタニカーヤ) 有偈篇I』 片山一良訳 大蔵出版
- 『原始仏典II 相応部経典1』 中村元監修 春秋社
- 『ブッダ神々との対話―サンユッタ・ニカーヤ1 』中村元訳 岩波文庫